# Liste der Monuments historiques in Couilly-Pont-aux-Dames
Die Liste der Monuments historiques in Couilly-Pont-aux-Dames führt die Monuments historiques in der französischen Gemeinde Couilly-Pont-aux-Dames auf.

## Liste der Bauwerke
| Bezeichnung       | Beschreibung | Standort | Kennzeichnung | Schutzstatus | Datum | Bild           |
| ----------------- | ------------ | -------- | ------------- | ------------ | ----- | -------------- |
| Kirche St-Georges |              | (Lage)   | PA00086902    | Classé       | 1906  | weitere Bilder |

## Liste der Objekte

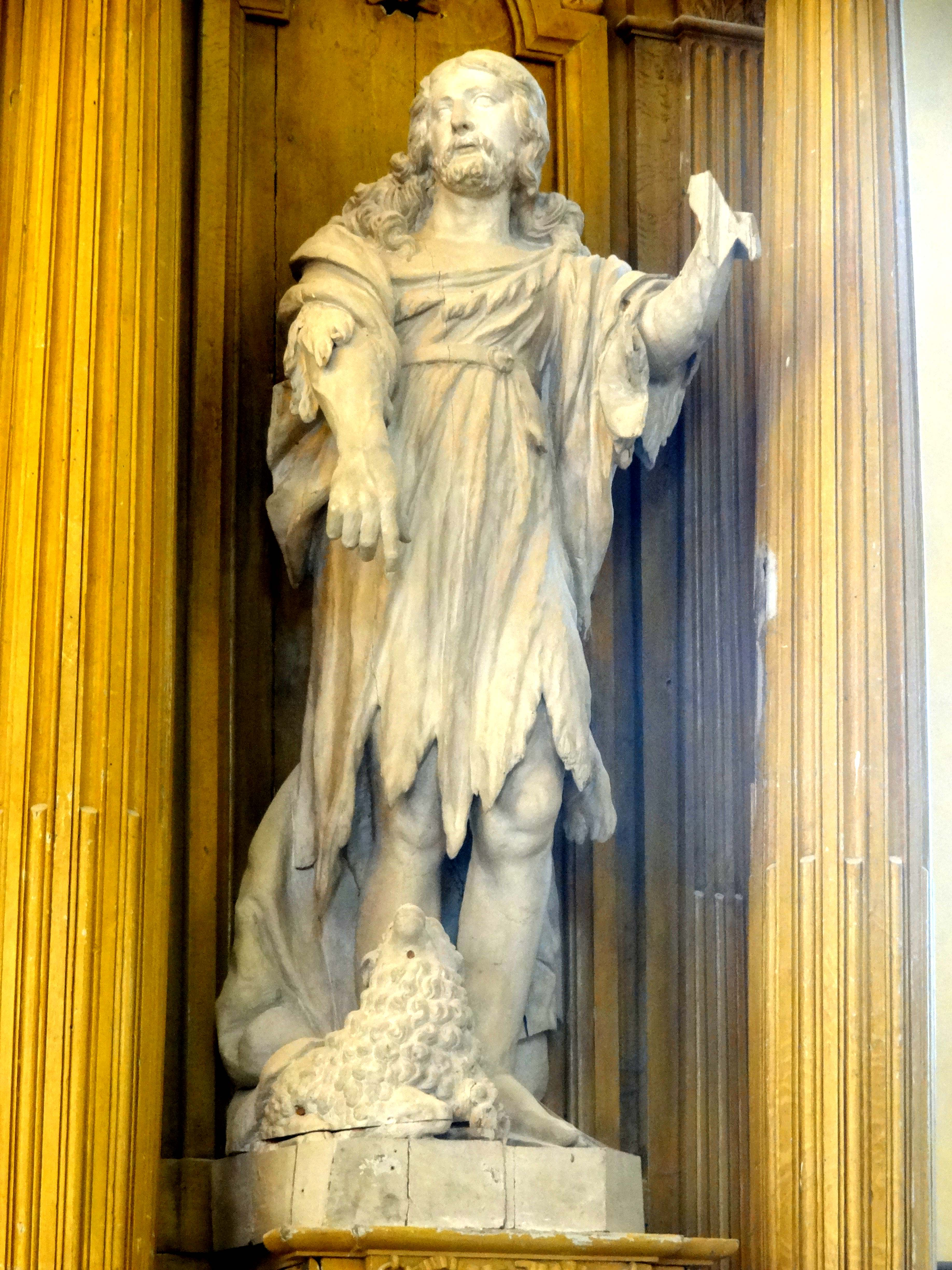
Skulptur Johannes der Täufer (17. Jahrhundert) in der Kirche St-Georges

- Monuments historiques (Objekte) in Couilly-Pont-aux-Dames in der Base Palissy des französischen Kultusministeriums